# Сорокино (Бийск)
Сорокино — упразднённый рабочий посёлок городского округа Бийск Алтайского края. В 2003 году включен в состав города и исключен из учётных данных.

## География
Сорокино расположено в юго-западной части Бийска, у слияния рек Бия и Катунь, в 15 км от центра города. Западная граница посёлка граничит со вторым контуром историко-археологического заповедника.
Уличная сеть
- 2-я Славгородская ул.
- 2-я Ярославская ул.
- Гайдара ул.
- Зимний пер.
- Катунская ул.
- Коммунистическая ул.
- Корчагина ул.
- Красносельская ул.
- Майская ул.
- Мирная ул.
- Молодёжный городок
- Новаторская ул.
- Опушка леса ул.
- Попова ул.
- Правобережная ул.
- Приречная ул.
- Рельефный пер.
- Славгородская ул.
- Стадионная ул.
- Ташкентская ул.
- Циолковского ул.
- Юности ул.
- Ярославская ул.

## История
Населённый пункт основан в 1955 году, одновременно со строительством опытного лесоперевалочного комбината как село в составе Фоминского сельсовета Зонального района). В 1960 году село Сорокино было отнесено к категории рабочих поселков городского типа и образован Сорокинский поссовет, переподчинённый Бийскому горсовету. Поссовет был ликвидирован в 1992 году.

## Население
| 1970 | 1979  | 1989  | 2002  |
| ---- | ----- | ----- | ----- |
| 4187 | ↗4927 | ↗5983 | ↗6252 |